# Istra (rivière)
Pour les articles homonymes, voir Istra.
L'Istra (en russe : Истра) est une rivière de Russie qui coule dans l'oblast de Moscou. C'est un affluent de la Moskova en rive gauche. 

## Géographie
L'Istra prend sa source à quelque 70 kilomètres au nord-ouest de Moscou, dans la région de Kline, puis coule grosso modo en direction du sud. Un vaste réservoir a été aménagé sur son parcours : l'Istrinskoïe Vodokhranilichtchïe. Sa surface s'étend sur 27,4 kilomètres carrés (autant que le lac d'Annecy en France). 

La rivière baigne la ville d'Istra. 

Après un parcours de 113 kilomètres, elle finit par se jeter dans la Moskova en rive gauche, entre les villes de Zvenigorod et de Moscou, donc en amont de la capitale. 

Le tourisme nautique s'est développé dans la vallée, grâce notamment au réservoir d'Istrinskoïe.  

## Hydrométrie - Les débits à Pavlovskaïa Sloboda
Le débit de l'Istra a été observé sur une période de 60 ans (durant les années 1925-1985), à Pavlovskaïa Sloboda, localité située à douze kilomètres en amont de sa confluence avec la Moskova. 
Il faut avoir présent à l'esprit que le débit de la rivière est assez artificialisé (régularisé) à la suite de la construction de l'importante retenue d'Istrinskoïe. 
L'Istra est une rivière moyennement abondante. Le module de la rivière à Pavlovskaïa Sloboda est de 12,1 m3/s pour une surface drainée de 1 950 km2, ce qui correspond à la quasi-totalité du bassin versant de la rivière qui en compte 2 050. La lame d'eau écoulée dans ce bassin se monte ainsi à 196 millimètres annuellement, ce qui correspond aux valeurs observées sur les autres cours d'eau de la région moscovite. 
L'Istra présente les fluctuations saisonnières classiques des cours d'eau du centre de la plaine russe. Les crues se déroulent au printemps, de fin mars au tout début mai (avec un pic en avril) et résultent de la fonte des neiges. Dès le mois de mai, le débit diminue rapidement ce qui mène aux basses eaux d'été (minimum en juillet). Une deuxième période de crue, beaucoup moins importante que la première se déroule en automne (maximum en octobre et surtout novembre) sous l'effet des précipitations de la saison, ainsi que de la moindre évaporation à cette époque de l'année. Puis survient l'hiver russe avec ses neiges et ses gelées ; la rivière présente alors un second étiage, le plus important, celui d'hiver, période allant de fin décembre à début mars. 
Le débit moyen mensuel observé en janvier (minimum annuel d'étiage) atteint 6,49 m3/s, soit 13 % du débit moyen du mois d'avril (49,2 m3/s). L'amplitude des variations saisonnières peut être qualifiée de moyenne dans le contexte des cours d'eau de Russie. Sur la période d'observation de 60 ans, le débit mensuel minimal a été de 1,02 m3/s en février 1948, tandis que le débit mensuel maximal s'est élevé à 133 m3/s en avril 1966.